# White Oak, Texas
White Oak là một thành phố thuộc quận Gregg, tiểu bang Texas, Hoa Kỳ. Năm 2010, dân số của xã này là 6469 người.

## Dân số
- Dân số năm 2000: 5624 người.
- Dân số năm 2010: 6469 người.